# Метод матеріальної точки
Метод матеріальної точки (ММТ, англ. material point method, MPM) — це числовий метод, який використовується для моделювання поведінки твердих тіл, рідин, газів та будь-якого іншого суцільного матеріалу. Зокрема, це стійкий метод дискретизації простору для моделювання багатофазових взаємодій (тверде тіло-рідина-газ). У ММТ неперервне тіло описується кількома невеликими елементами Лагранжа, які називаються «матеріальними точками». Ці матеріальні точки оточені фоновою сіткою, яка використовується для обчислення різних характеристик, зокрема, таких як градієнт деформації. На відміну від інших методів на основі сітки, таких як метод скінченних елементів, метод скінченних об'ємів або скінченних різниць, ММТ не є методом на основі сітки, а натомість класифікується як безсітковий або неперервний метод на основі частинок, прикладами якого є гідродинаміка згладжених частинок та перидинаміка. Попри наявність фонової сітки, ММТ не стикається з недоліками методів на основі сітки (висока деформація заплутування, похибки адвекції тощо), що робить його перспективним і потужним інструментом у обчислювальній механіці.
ММТ був запропонований на початку 1990-х років професорами Деборою Л. Сульскі, Чженем Ченом та Говардом Л. Шрайером із університету Нью-Мексико, як розширення подібного методу, відомого як FLIP (подальше розширення методу частинок в комірці, англ. Particle-in-cell, PIC) для обчислювальної динаміки твердого тіла. Після цієї початкової розробки ММТ вже отримав подальший розвиток як у національних лабораторіях, як в університеті Нью-Мексико, так і в університеті штату Орегон, університеті Юти та інших закладах США та світу. Останнім часом кількість інституцій, які досліджують ММТ, зростає завдяки популярності та обізнаності з різних джерел, зокрема, таким як використання ММТ у діснеївському фільмі Крижане серце.

## Алгоритм
Моделювання ММТ складається з наступних етапів:
(До фази інтеграції часу)
1. Ініціалізація сітки та матеріальних точок.
  1. Геометрія розбивається на сукупність матеріальних точок, кожна зі своїми властивостями матеріалу та початковими умовами (швидкість, напруження, температура тощо).
  2. Сітка, яка використовується лише для надання місця для розрахунків градієнта, зазвичай створюється для покриття достатньо великої області, щоб заповнити очікуваний обсяг обчислювальної області, необхідної для моделювання.

(Під час фази інтеграції часу — явне формулювання)
1. Величини матеріальних точок екстраполюються на вузли сітки.
  1. Маса матеріальної точки ({\textstyle m_{mp}}), імпульс ({\textstyle {\vec {P_{mp}}}}), напруження ({\displaystyle {\boldsymbol {\bar {\bar {\sigma }}}}_{mp}}), і зовнішні сили ({\displaystyle {\vec {b}}}) екстраполюються на вузли в кутах комірок, всередині яких знаходяться матеріальні точки. Найчастіше це робиться за допомогою стандартних функцій лінійної форми ({\textstyle N_{nd-mp}}), які так само використовуються в МСЕ.
  2. Сітка використовує значення матеріальної точки для створення мас ({\textstyle M_{node}}), швидкості ({\textstyle {\vec {V_{node}}}}), внутрішніх та зовнішніх векторів сил ({\textstyle {\vec {F_{node}^{\mathsf {internal}}}}}, {\textstyle {\vec {F_{node}^{\mathsf {external}}}}}) для вузлів: {\displaystyle M_{node}=\sum _{mp}m_{mp}~~N_{mp-nd}}{\displaystyle {\vec {V_{node}}}={1 \over M_{node}}~~\sum _{mp}{\vec {P_{mp}}}~~N_{mp-nd}}{\displaystyle {\vec {F_{node}^{internal}}}=\sum _{mp}~~{\bar {\bar {\sigma }}}_{mp}~~\nabla N_{mp-nd}}{\displaystyle {\vec {F_{node}^{\mathsf {external}}}}=\sum _{mp}{\vec {b}}~~N_{mp-nd}}
2. На сітці розв'язуються рівняння руху.
  1. 2-й закон Ньютона розв'язується, щоб отримати прискорення у вузлі ({\displaystyle {\vec {A_{node}}}}){\displaystyle {\vec {A_{node}}}={\vec {F_{node}^{external}+{\vec {F_{node}^{internal}}} \over M_{node}}}}
  2. У вузлах обчислюються нові швидкості ({\displaystyle {\tilde {\vec {V_{node}}}}}).{\displaystyle {\tilde {\vec {V_{node}}}}={\vec {V_{node}}}+{\vec {A_{node}}}\mathrm {d} t}
3. Похідні терміни екстраполюються назад до матеріальних точок
  1. Прискорення матеріальної точки ({\displaystyle {\vec {a_{mp}}}}), градієнт деформації ({\displaystyle {\mathcal {\bar {\bar {F_{mp}}}}}}) (або швидкість деформації ({\displaystyle {\bar {\bar {{\dot {\varepsilon }}_{mp}}}}}) залежно від того, яка теорія деформацій використовується) екстраполюється з навколишніх вузлів за допомогою функцій, аналогічним тим, що раніше були застосовані до ({\displaystyle N_{nd-mp}}).{\displaystyle {\vec {a_{mp}}}=\sum _{nd}{\vec {A_{node}}}~~N_{nd-mp}}{\displaystyle {\bar {\bar {{\dot {\varepsilon }}_{mp}}}}=\sum _{nd}~{1 \over 2}~~[{\vec {V_{node}}}\nabla N_{nd-mp}+(V_{node}\nabla N_{nd-mp})^{T}]}
  2. Змінні в матеріальних точках: положення, швидкості, деформації, напруження тощо, потім оновлюються цими швидкостями залежно від вибраної схеми інтегрування та відповідної моделі побудови.
4. Скидання сітки.
Тепер, коли матеріальні точки повністю оновлено на наступному часовому кроці, сітка скидається, щоб дозволити почати наступний часовий крок.

## Історія PIC та ММТ
PIC спочатку був задуманий для розв'язання задач динаміки рідини і розроблений Харлоу в Лос-Аламосській національній лабораторії в 1957 році. Одним із перших кодів PIC була програма Fluid-Implicit Particle (FLIP), яка була створена Брекбілом у 1986 році і відтоді постійно розвивалася. До 1990-х років метод PIC використовувався в основному в гідродинаміці.
Мотивовані потребою кращого моделювання проблем проникнення в твердій динаміці, Сулскі, Чен і Шрайер почали в 1993 році переформулювати PIC і розробляти ММТ при фінансовій підтримці Sandia National Laboratories. Початковий ММТ був потім додатково розширений Барденхагеном та іншими, щоб додати у модель фрикційний контакт, що дозволило моделювати зернистий потік, і за Нейрном включити явні тріщини та поширення тріщини (відоме як CRAMP).
Нещодавно реалізація ММТ, заснована на мікрополярному континуумі Коссера, була використана для моделювання зернистого потоку з високим зсувом, такого як скидання силосу. Використання ММТ було розширено в геотехнічній інженерії завдяки нещодавній розробці квазістатичного, неявного вирішувача ММТ, який забезпечує чисельно стабільний аналіз задач великої деформації в механіці ґрунтів.
Щорічні семінари з використання ММТ проводяться в різних місцях у Сполучених Штатах. П'ятий семінар ММТ відбувся в Університеті штату Орегон, в Корваллісі, штат Орегон, 2 і 3 квітня 2009 року.

## Застосування PIC та ММТ
Використання методу PIC або ММТ можна розділити на дві великі категорії: по-перше, існує багато застосувань, що включають динаміку рідини, фізику плазми, магнітогідродинаміку та багатофазні застосунки. Друга категорія застосунків включає задачі з механіки твердого тіла.

### Динаміка рідини та багатофазне моделювання
Метод PIC був використаний для моделювання широкого спектра взаємодій рідини і твердого тіла, включаючи динаміку морського льоду, проникнення в біологічні м'які тканини, фрагментацію наповнених газом балонів, розсіювання атмосферних забруднювачів, багатомасштабне моделювання, що поєднує молекулярну динаміку з ММТ та взаємодією рідина-мембрана. Крім того, код FLIP на основі PIC був застосований в інструментах магнітогідродинаміки та обробки плазми, а також для моделювання в астрофізиці та течії по вільній поверхні.
В результаті спільних зусиль математичного факультету Каліфорнійського університету в Лос-Анджелесі та студії Walt Disney Animation Studios ММТ було успішно використано для імітації снігу в комп'ютерному анімаційному фільмі Крижане серце 2013 року.

### Механіка твердого тіла
ММТ також широко використовується в механіці твердого тіла для імітації удару, проникнення, зіткнення та відскоку, а також поширення тріщини. ММТ також став широко використовуваним методом у галузі механіки ґрунтів: його використовували для моделювання зернистого потоку, випробування на швидкість чутливих глин, зсувів, силосного розвантаження, забивання паль, випробування на падіння конуса, наповнення ковша та руйнування матеріалу; а також моделювання розподілу напружень у ґрунті, ущільнення та зміцнення. Зараз він використовується в проблемах механіки деревини, таких як моделювання поперечного стиснення на рівні клітин, включаючи контакт клітинної стінки. Ця робота також отримала нагороду Джорджа Марра як наукова стаття року від Товариства деревознавства та технологій.

## Класифікація кодів PIC та ММТ

### ММТ в контексті чисельних методів
Однією з підмножин числових методів є безсіткові методи, які визначаються як методи, для яких «попередньо визначена сітка не потрібна, принаймні в інтерполяції змінних поля». В ідеалі такий метод не використовує сітку «у процесі розв'язання задачі, що обумовлена диференціальними рівняннями в часткових похідних, у заданій довільній області, з урахуванням усіх видів граничних умов», хоча наявні методи не є ідеальними та не вдаються до хоча б один із цих підходів. Безсіткові методи, які також іноді називають методами частинок, мають «загальну особливість, що історія змінних, які описують стан, простежується в точках (частинках), які не пов'язані з жодним елементом сітки, спотворення якої є джерелом чисельних ускладнень». Як видно з цих різних інтерпретацій, деякі вчені вважають ММТ безсітковим методом, а інші — ні. Проте всі погоджуються, що ММТ є методом частинок.
Довільні методи Лагранжа-Ейлера (Arbitrary Lagrangian Eulerian, ALE) утворюють ще одну підмножину числових методів, яка включає ММТ. Чисто лагранжеві методи використовують структуру, в якій простір розбивається на початкові підоб'єми, шляхи потоків яких потім відображаються в часі. Чисто ейлерівські методи, з іншого боку, використовують структуру, в якій описується рух матеріалу відносно сітки, яка залишається нерухомою в просторі протягом усього розрахунку. Як видно з назви, методи ALE поєднують лагранжеву та ейлерову системи відліку.

### Підкласифікація ММТ та PIC
Методи PIC можуть бути засновані або на колокації сильної форми, або на дискретизації слабкої форми основного диференціального рівняння в частинних похідних (ДРЧП). Методи, засновані на сильній формі, правильно називаються PIC методами скінченного об'єму. Ті, що ґрунтуються на слабкій дискретизації форми ДРЧП, можна назвати PIC або ММТ.
Розв'язувачі ММТ можуть моделювати задачі в одному, двох або трьох просторових вимірах, а також можуть моделювати осесиметричні задачі. ММТ може бути реалізований для розв'язування квазістатичних або динамічних рівнянь руху залежно від типу задачі, яку потрібно моделювати. Декілька версій ММТ включають метод узагальненої інтерполяційної точки; метод інтерполяції в області конвекційних частинок; метод інтерполяції найменших квадратів конвекційних частинок.
Інтеграція за часом, що використовується для ММТ, може бути як явною, так і неявною. Перевагою неявної інтеграції є гарантована стабільність навіть для великих часових кроків. З іншого боку, явна інтеграція виконується набагато швидше і простіше у реалізації.

## Переваги

### Порівняння з МСЕ
На відміну від методу скінченних елементів (МСЕ), ММТ не вимагає періодичних кроків перемішування та перетворення змінних стану, і тому краще підходить для моделювання великих деформацій матеріалу. У ММТ усю інформацію про стан обчислення зберігають частинки, а не точки сітки. Таким чином, коли сітка повертається у вихідне положення після кожного циклу обчислення, числова помилка не виникає, і не потрібен алгоритм повторної сітки.
Основа частинок ММТ дозволяє йому краще розглядати поширення тріщин та інші розриви, ніж МСЕ, який, як відомо, накладає орієнтацію сітки на поширення тріщини в матеріалі. Крім того, методи частинок краще обробляють моделі побудови, для яких важливе використання даних з історії обчислення.

### Порівняння з чистими методами частинок
Оскільки в ММТ вузли залишаються фіксованими на звичайній сітці, обчислення градієнтів є тривіальним.
У моделюванні з двома або більше фазами досить легко виявити контакт між сутностями, оскільки частинки можуть взаємодіяти через сітку з іншими частинками в тому самому тілі, з іншими твердими тілами та з рідинами.

## Недоліки ММТ
ММТ є дорожчим з точки зору зберігання даних, ніж інші методи, оскільки ММТ використовує сітку, а також дані частинок. ММТ є дорожчим з точки зору обчислень, ніж МСЕ, оскільки сітку потрібно скинути в кінці кожного кроку обчислення ММТ та повторно ініціалізувати на початку наступного кроку. У ММТ можуть виникнути помилкові коливання, коли частинки перетинають межі сітки в ММТ, хоча цей ефект можна мінімізувати за допомогою узагальнених методів інтерполяції (GIMP). У ММТ, як і в МСЕ, розмір і орієнтація сітки можуть впливати на результати обчислень: наприклад, у ММТ, як відомо, місце надриву особливо чутливе до точності сітки. Однією з проблем стабільності в ММТ, яка не виникає в МСЕ, є помилки перетину комірок і помилки порожнього простору, оскільки кількість точок інтегрування (матеріальних точок) не залишається постійною в комірці.